# 利希登費爾茲瞼虎
利希登費爾茲瞼虎又名利希登費爾茲洞穴守宮、里氏瞼虎（学名：Goniurosaurus lichtenfelderi Mocquard）为睑虎科洞穴睑虎属的爬行动物。分布于越南北部湾以及中国大陆的广西、海南、贵州等地，主要生活于热带山区以及常生活在山洞里。该物种的模式产地在越南北部湾。